# Ispettorato federale della sicurezza nucleare

## Storia
Fino alla fine del 2008 la Divisione principale della sicurezza degli impianti nucleari (DSN) è stata l'autorità responsabile della vigilanza tecnica sugli impianti nucleari in Svizzera. Essi era incorporata nel Ufficio Federale dell'Energia (UFE). La DSN aveva sede a Würenlingen nel Canton Argovia.
La DSN controllava la sicurezza delle cinque centrali nucleari e degli altri impianti nucleari in Svizzera. La DSN svolgeva al contempo la funzione di vigilanza sulla radioprotezione per tutti gli impianti nucleari, nonché compiti nel settore dello stoccaggio intermedio e finale delle scorie radioattive. Essa era controllata dalla Commissione federale per la sicurezza degli impianti nucleari (CSI) formata da esperti che esercitavano tale funzione a titolo accessorio.
Dal 1º gennaio 2009 tali compiti sono stati assunti dall'Ispettorate Federale della Sicurezza Nucleare IFSN. In conformità alla delibera del parlamento, la DSN è stata separata dall'Ufficio federale dell'Energia e trasformata in un'autorità di vigilanza indipendente. In tal modo è soddisfatto il requisito della Convenzione internazionale sulla sicurezza nucleare relativa all'indipendenza dell'autorità di vigilanza. Questa Convenzione è una base importante per la sicurezza nucleare mondiale ed è stata creata nel 1994 all'Agenzia Internazionale per l'Energia Atomica AIEA. La Svizzera ha ratificato questa Convenzione.

## Fondamenti legislativi
L'organizzazione dell'IFSN è disciplinata dalla legge sull'IFSN (LIFSN).
I fondamenti giuridici per l'attività di vigilanza dell'IFSN sono contenuti principalmente nella Legge federale sull'energia nucleare (LENu) e nella Legge federale sulla radioprotezione (LRaP).

## I compiti dell'IFSN
In conformità alla Legge federale sull'energia nucleare, il gestore è responsabile della sicurezza dell'impianto. L'IFSN verifica che il gestore adempia a tale responsabilità e che crei le basi per la valutazione tramite proprie analisi, ispezioni e discussioni sulla sorveglianza.
L'attività di vigilanza dell'IFSN si suddivide in due compiti principali, ossia l'effettuazione di perizie sugli impianti nucleari e la supervisione dell'esercizio:

### Effettuazione di perizie sugli impianti

#### Fondamenti e direttive
La perizia e la supervisione d'impianti nucleari si basa su leggi, direttive e fondamenti tecnico-scientifici che espongono i requisiti di sicurezza e i criteri ai quali si orienta la valutazione dell'IFSN. I fondamenti e le direttive sono ulteriormente sviluppati dall'IFSN in conformità allo stato più avanzato della scienza e della tecnica. L'IFSN promuove inoltre la ricerca sulla sicurezza nucleare, è rappresentato in più di 70 commissioni internazionali e gruppi di esperti per la sicurezza dell'energia nucleare e collabora al proseguimento dello sviluppo delle disposizioni di sicurezza nucleare internazionali. Nelle direttive vengono indicati tra l'altro gli obiettivi di protezione dalle radiazioni nell'esercizio degli impianti nucleari, viene disciplinata la stesura di rapporti sull'esercizio o sull'organizzazione delle centrali nucleari e vengono stabiliti i requisiti per lo stoccaggio in strati geologici profondi.

#### Perizie
Qualora i gestori delle centrali nucleari presentino richieste che superano l'esistente autorizzazione di esercizio, l'IFSN elabora apposite perizie sulla sicurezza. L'IFSN valuta già le verifiche periodiche di sicurezza di tutte le centrali nucleari raccogliendo i risultati, con le relative disposizioni, in una perizia.

#### Autorizzazioni
Le domande di modifiche a centrali nucleari che sono coperte da autorizzazioni di esercizio esistenti sono gestite dall'IFSN, il quale, in caso di decisione positiva, concede un'autorizzazione. Ne sono esempi le modifiche a componenti e sistemi classificati come aventi rilievo per la sicurezza tecnica o modifiche a specifiche tecniche.

### Supervisione dell'esercizio

#### Controllo, ispezione e permessi
L'IFSN verifica i rapporti dei gestori, fa discussioni sulla sorveglianza e controlla gli impianti nucleari, compresi l'organizzazione e l'esercizio tramite ispezioni eseguite in loco. L'IFSN ammette l'assegnazione di incarichi rilevanti per la sicurezza negli impianti nucleari solo a persone che dispongono della necessaria competenza e formazione.

#### Revisione
Ogni impianto nucleare è sottoposto annualmente a una revisione della durata di alcune settimane nel corso della quale vengono eseguiti interventi di manutenzione e riparazioni. Al contempo è sostituito il combustibile nucleare. Tali interruzioni per la revisione delle centrali nucleari vengono seguite e supervisionate dall'IFSN.

#### Monitoraggio delle radiazioni
L'IFSN monitora il rispetto delle prescrizioni in materia di radioprotezione e dosi limite, controlla le emissioni di radioattività delle centrali nucleari, il rispetto dei limiti di emissione e rileva l'esposizione alla radioattività della popolazione e del personale.
Controllo a distanza e previsioni
L'IFSN gestisce per ogni centrale nucleare un sistema di misurazione per il monitoraggio automatico dell'intensità di dose e un sistema per la trasmissione dei parametri degli impianti delle centrali nucleari. Tali dati consentono all'IFSN di elaborare previsioni per eventuali propagazioni della radioattività nell'ambiente circostante in caso di guasto.

#### Elaborazione degli eventi
Gli eventi in centrali nucleari svizzere ed estere vengono valutati sistematicamente in relazione alla loro importanza per la sicurezza nucleare. La valutazione delle misure adottate dal gestore tende a verificare se tali conoscenze sono applicabili ad altre centrali nucleari in Svizzera. Se necessario l'IFSN richiede miglioramenti.

#### Preparazione alle situazioni di emergenza
L'IFSN è integrato in un'organizzazione a livello nazionale per il superamento di gravi guasti, di cui fa parte anche la Centrale nazionale d'allarme..

#### Valutazione della sicurezza
L'IFSN riassume tutti i dati relativi a degli anni in corso in una valutazione sulla sicurezza, in base alla quale vara eventuali misure ed elabora il piano di vigilanza per il futuro. Tramite i rapporti annuali l'IFSN informa l'opinione pubblica sulla sicurezza degli impianti nucleari, sulla protezione dalle radiazioni e sulle esperienze raccolte dall'esercizio e dalla ricerca.

## Analisi in seguito all'incidente del reattore di Fukushima
In seguito alla catastrofe nucleare di Fukushima l'IFSN ha effettuato un'analisi degli eventi in collaborazione con un team interdisciplinare di esperti. I risultati e le Lessons Learned sono stati presentati al pubblico in quattro rapporti tra agosto e dicembre 2011..
In seguito all'evento di Fukushima, le centrali nucleari svizzere hanno dovuto dimostrare di essere in grado di gestire un'inondazione che ricorre ogni 10'000 anni, un terremoto che ricorre ogni 10'000 anni e un'inondazione causata da un terremoto. La Svizzera ha inoltre deciso di partecipare spontaneamente allo stress test UE. In seguito a tali verifiche le centrali nucleari svizzere hanno dovuto adottare diverse misure di miglioramento.

## Anno di esercizio 2009
Nel 2009 le centrali nucleari svizzere hanno registrato 24 eventi soggetti a obbligo di segnalazione. Undici di questi eventi si sono verificati su entrambi i reattori della centrale nucleare di Beznau, quattro a Mühleberg, tre a Gösgen e quattro a Leibstadt. A questi si aggiungono due eventi verificatisi negli impianti dell'IPS. L'evento di Beznau del 3 agosto 2009 è stato classificato al livello 2 della scala internazionale degli eventi nucleari INES, l'evento di Gösgen del 24 giugno 2008, segnalato in ritardo, è stato classificato al livello 1 e i restanti eventi nell'anno del rapporto sono stati classificati al livello 0. Dal 1995, il 2009 è stato il peggiore anno d'esercizio delle centrali nucleari svizzere.

## Anno di esercizio 2010
I 41 eventi soggetti a obbligo di segnalazione del 2010 si suddividono tra le centrali nucleari svizzere come segue: complessivamente dieci eventi per entrambi i reattori della centrale nucleare di Beznau, undici eventi per Gösgen, cinque eventi per Leibstadt e quattordici eventi per Mühleberg. Nel caso di Mühleberg l'IFSN relativizza affermando che i guasti si sono verificati «essenzialmente» nel corso della messa in funzione della nuova attrezzatura. Negli impianti nucleari dell'IPS nel corso del 2010 si sono verificati due eventi soggetti a obbligo di segnalazione con livello 0 della scala INES. L'IFSN non ha registrato eventi presso i due reattori di ricerca della Scuola politecnica federale di Losanna e dell'Università di Basilea.[20] Su 41 eventi, 40 sono stati classificati al livello 0 della scala INES. Un evento verificatosi durante la revisione nella centrale nucleare di Leibstadt del 31 agosto 2010 è stato classificato dall'IFSN al livello 2 della scala INES. In tale circostanza su un sommozzatore sono state rilevate radiazioni superiori alla dose consentita di 20 millisievert (mSv) all'anno. In occasione dell'evento non si è tuttavia verificata alcuna violazione della legge sulla radioprotezione.

## Anno di esercizio 2011
Nel 2011 si sono verificati 31 eventi soggetti a obbligo di segnalazione nelle centrali nucleari svizzere; 30 di questi sono stati classificati al livello 0 e solo uno al livello 1 della scala degli eventi nucleari INES. Sette eventi hanno riguardato la centrale nucleare di Beznau con i blocchi 1 e 2; cinque eventi hanno riguardato Gösgen, undici la centrale di Leibstadt, quattro la centrale di Mühleberg, tre gli impianti nucleari dell'Istituto Paul Scherrer e uno il reattore di ricerca della Scuola politecnica federale di Losanna. L'IFSN non ha registrato eventi presso lo ZWILAG e presso il reattore di ricerca dell'Università di Basilea. Presso la centrale di Mühleberg è stato segnalato un evento di livello 1 della scala INES in seguito ad un possibile intasamento del sistema d'emergenza di captazione dell'acqua in caso di inondazione estrema. Tale conoscenza ha indotto il gestore della centrale BKW-FMB Energie AG a disattivare l'impianto prima della data fissata per la revisione e a riequipaggiarlo.

## Anno di esercizio 2012
Nel 2012 nelle centrali nucleari svizzere si sono verificati 35 eventi soggetti a obbligo di segnalazione, di cui 14 hanno riguardato entrambi i blocchi della centrale nucleare di Beznau, nove la centrale di Gösgen, cinque la centrale di Leibstadt, sei la centrale di Mühleberg e due gli impianti nucleari dell'IPS. L'IFSN non ha registrato eventi soggetti a obbligo di segnalazione presso il deposito intermedio centralizzato di Würenlingen ZWILAG, presso il reattore di ricerca della Scuola politecnica federale di Losanna e presso il reattore di ricerca dell'Università di Basilea. Tra gli eventi soggetti ad obbligo di segnalazione rientrano quattro spegnimenti rapidi del reattore, di cui uno nella centrale di Mühleberg, uno in quella di Gösgen e due nella centrale di Beznau. Nel 2012 l'IFSN ha classificato un evento al livello 1 della scala INES che va da 0 a 7. Si è trattato di un guasto nel blocco 2 della centrale nucleare di Beznau, dove un generatore diesel d'emergenza non si è avviato durante un test di funzionamento. Il gruppo è stato avviato con aria compressa, ma non si è acceso. Il personale tecnico dell'impianto convocato ha fatto sfiatare il canale di alimentazione del carburante. Al successivo tentativo di avvio il gruppo si è messo in moto. Tutti gli altri eventi dell'anno sono stati classificati al di sotto della scala di eventi nucleari INES, ossia al livello 0.

## Anno di esercizio 2013
Nel 2013 si sono verificati 37 eventi soggetti a obbligo di segnalazione nelle centrali nucleari svizzere; tutti al livello 0 della scala degli eventi nucleari INES. Sette eventi hanno riguardato la centrale nucleare di Beznau con i blocchi 1 e 2; sette eventi hanno riguardato Gösgen, sette la centrale di Leibstadt, 13 la centrale di Mühleberg, due gli impianti nucleari dell'Istituto Paul Scherrer e uno il reattore di ricerca di Basilea. L'IFSN non ha registrato eventi presso lo ZWILAG e presso il reattore di ricerca di Lausanne.

## Anno di esercizio 2014
Nel 2014 si sono verificati 39 eventi soggetti a obbligo di segnalazione nelle centrali nucleari svizzere: dieci eventi hanno riguardato la centrale nucleare di Beznau con i blocchi 1 e 2; undici eventi hanno riguardato Gösgen, nove la centrale di Leibstadt, otto la centrale di Mühleberg e uno il reattore di ricerca di Basilea. L'IFSN non ha registrato eventi presso lo ZWILAG, gli impianti nucleari dell'Istituto Paul Scherrer e presso il reattore di ricerca di Lausanne.

## Anno di esercizio 2015
Nel 2015 si sono verificati 34 eventi soggetti a obbligo di segnalazione nelle centrali nucleari svizzere: quattro e tre eventi hanno riguardato la centrale nucleare di Beznau con i blocchi 1 e 2; dieci eventi hanno riguardato Gösgen, dieci la centrale di Leibstadt, sette la centrale di Mühleberg, quatro gli impianti nucleari dell'Istituto Paul Scherrer e uno il reattore di ricerca di Lausanne. L'IFSN non ha registrato eventi presso lo ZWILAG e presso il reattore di ricerca di Basilea.

## Anno di esercizio 2016
Nel 2016 si sono verificati 31 eventi soggetti a obbligo di segnalazione nelle centrali nucleari svizzere: sette eventi hanno riguardato la centrale nucleare di Beznau con i blocchi 1 e 2; dodici eventi hanno riguardato Gösgen, nove la centrale di Leibstadt e tre la centrale di Mühleberg. L'IFSN non ha registrato eventi presso lo ZWILAG, l'Istituto Paul Scherrer, il reattore di ricerca di Lausanne e presso il reattore di ricerca di Basilea.

## Anno di esercizio 2017
Nel 2017 si sono verificati 29 eventi soggetti a obbligo di segnalazione nelle centrali nucleari svizzere: sette eventi hanno riguardato la centrale nucleare di Beznau con i blocchi 1 e 2; sei eventi hanno riguardato Gösgen, nove la centrale di Leibstadt, tre la centrale di Mühleberg, due eventi l'Istituto Paul Scherrer e uno il ZWILAG. L'IFSN non ha registrato eventi presso il reattore di ricerca di Lausanne e presso il reattore di ricerca di Basilea.

## Anno di esercizio 2018
Nel 2018 si sono verificati 40 eventi soggetti a obbligo di segnalazione nelle centrali nucleari svizzere: quattro eventi hanno riguardato la centrale nucleare di Beznau con i blocchi 1 e 2; tredici eventi hanno riguardato Gösgen, dodici la centrale di Leibstadt, quattro la centrale di Mühleberg, uno il ZWILAG et due l'Istituto Paul Scherrer. L'IFSN non ha registrato eventi presso il reattore di ricerca di Lausanne e presso il reattore di ricerca di Basilea.

## Anno di esercizio 2019
Nel 2019 si sono verificati 34 eventi soggetti a obbligo di segnalazione nelle centrali nucleari svizzere: quattro eventi il blocco 1, tre il blocco 2 e due entrambi i reattori hanno riguardato la centrale nucleare di Beznau; otto eventi hanno riguardato Gösgen, undici la centrale di Leibstadt e due la centrale di Mühleberg; tre gli impianti nucleari dell'Istituto Paul Scherrer, da quello due il reattore di ricerca di Lausanne. L'IFSN ha registrato un evento presso lo ZWILAG. Nel 2019 l'IFSN ha classificato un evento presso la centrale nucleare di Gösgen al livello 1 della scala INES che va da 0 a 7.

## Anno di esercizio 2020
Nel 2020, 29 eventi soggetti all'obbligo di segnalazione si sono verificati in impianti nucleari: due incidenti hanno riguardato l'Unità 1 della centrale nucleare di Beznau, uno l'Unità 2 e cinque entrambe le unità. La centrale nucleare di Gösgen ha registrato sei eventi soggetti all'obbligo di segnalazione, Leibstadt tre e Mühleberg quattro. L'Istituto Paul Scherrer ha registrato tre eventi soggetti all'obbligo di segnalazione, tre presso il deposito intermedio centrale e due presso l'EPFL. Un errore di assemblaggio dei generatori diesel di emergenza della centrale nucleare di Beznau ha portato a una valutazione INES 1. Gli altri eventi sono stati classificati come INES 0. A seguito della pandemia di Covid-19, gli operatori degli impianti nucleari hanno adottato misure per garantire i livelli di personale previsti e hanno parzialmente adattato le revisioni principali annuali.

## Anno di esercizio 2021
Nel 2019, il numero di eventi soggetti all'obbligo di notifica è stato pari a 24. Quattro eventi hanno riguardato l'Unità 1 e due l'Unità 2 della centrale nucleare di Beznau. Otto eventi hanno riguardato la centrale di Gösgen, cinque la centrale di Leibstadt e tre la centrale di Mühleberg. Tutti gli incidenti sono stati classificati come livello 0 sulla scala internazionale degli eventi nucleari INES. Nel 2021 sono stati registrati due incidenti soggetti all'obbligo di segnalazione presso impianti nucleari del PSI. Il reattore di ricerca dell'EPFL e l'impianto centrale di Zwilag non hanno registrato alcun evento segnalabile nel 2021.